# Milan Moguš
Milan Moguš (Senj, 27. travnja 1927. – Zagreb, 19. studenoga 2017.) bio je hrvatski jezikoslovac i akademik.

## Životopis
Rođen u Senju, gdje je završio osnovnu školu i gimnaziju. Godine 1948./1949. upisao se na Filozofski fakultet Sveučilišta u Zagrebu (VIII. grupa: narodni jezik i književnost) gdje je diplomirao 1953. godine. Iste je godine izabran za asistenta u Akademijinu institutu za jezik, a 1956. godine prelazi u istom svojstvu na Filozofski fakultet Sveučilišta u Zagrebu na Katedru za dijalektologiju i povijest hrvatskoga jezika. Od 1961. do 1963. godine bio je lektor hrvatskoga jezika na Sveučilištu u Varšavi. Doktorat filoloških znanosti stekao je 1962. godine na Sveučilištu u Zagrebu.
Godine 1964. izabran je za docenta, 1969. godine za izvanrednoga profesora, a 1975. godine za redovitoga sveučilišnoga profesora. Od 1965. do umirovljenja 1992. godine bio je predstojnik Katedre za dijalektologiju i povijest hrvatskoga jezika. Školskih godina 1970./71. i 1971./72. bio je prodekan Filozofskoga fakulteta. Na istom fakultetu od 1976. predavao je na poslijediplomskom studiju lingvistike, a od 1979. do 1985. godine bio je voditelj toga poslijediplomskoga studija. Od 1983. do 1992. godine predstojnik je Zavoda za lingvistiku Filozofskoga fakulteta u kojem je vodio nekoliko značajnih istraživačkih projekata.
Predavao je kao gostujući profesor na svečilišima u Kölnu i Mannheimu. Sudjelovao je na mnogim međunarodnim skupovima i kongresima u zemlji i inozemstvu. Bio je dugogodišnji član Međunarodnoga komiteta za onomastičke znanosti u Leuvenu, član Međunarodnoga komiteta za fonetiku i fonologiju slavenskih jezika u Moskvi i predsjednik Međuakademijskoga odbora za onomastiku (Zagreb). Godine 1997. izabran je za člana Srednjoeuropske akademije znanosti i umjetnosti (Central European Academy of Science and Art). Od 1998. do 2002. godine bio je predsjednikom Hrvatskoga povjerenstva za UNESCO.
Godine 1977. izabran je za izvanrednoga, a 1986. godine za redovitoga člana Hrvatske akademije znanosti i umjetnosti. Od 1985. do 1991. godine obavljao je dužnost tajnika Akademijina Razreda za filološke znanosti. Od 1991. do 1997. bio je glavni tajnik, od 1998. do 2003. obavljao je dužnost potpredsjednika, a od 2004. do 2010. godine predsjednik je Hrvatske akademije znanosti i umjetnosti.
Bio je voditelj znanstvenih projekata Proučavanje hrvatskoga književnoga jezika i Istraživanje hrvatskih dijalekata.

## Djela
Objavio je sam ili u suautorstvu:
- znanstvene monografije: Današnji senjski govor, Fonološki razvoj hrvatskoga jezika, Čakavsko narječje, Antun Mažuranić, Azbukoprotres Save Mrkalja (s), Križanićeva hrvatska gramatika, Zakon trsatski (s), Povijest hrvatskoga književnoga jezika (hrvatsko, englesko i njemačko izdanje), Hrvatski jezik u Hrvatskom saboru (s) (hrvatsko i englesko izdanje), Ivan Mažuranić: Smrt Smail-age Čengića (s);
- 4 kompjutorske konkordancije djela hrvatskih pisaca (s);
- 6 rječnika: hrvatsko-engleski (s), hrvatsko-francuski (s), Hrvatski čestotni rječnik (s), Rječnik Marulićeve Judite, Slownik polsko-chorwacki (s), Senjski rječnik;
- kritička izdanja dvaju Marulićevih djela (Judita i Naslidovanje);
- priručnik Hrvatski pravopis (s) (do sada 9 izdanja);
- oko 270 znanstvenih i stručnih rasprava i članaka iz područja hrvatske i slavenske filologije i lingvistike u preko 60 domaćih i stranih časopisa

Bio je glavni urednik ili suurednik nekoliko časopisa i edicija, kao Bilten Zavoda za lingvistiku Filozofskog fakulteta, Bulletin scientifique, Radovi Zavoda za slavensku filologiju, Hrvatski dijalektološki zbornik, Jezik, Stari pisci hrvatski, Djela Hrvatske akademije znanosti i umjetnosti, Pavlinki zbornik, Senjski glagoljaški krug 1248. – 1508. i Cithara octochorda. Kao glavni tajnik Akademije bio je urednik Ljetopisa Hrvatske akademije znanosti i umjetnosti (1992. – 1998.), a kao potpredsjednik Spomenica: 140 godina Hrvatske akademije znanosti i umjetnosti. Urednik je lingvističke struke u  Hrvatskom biografskom leksikonu te suurednik Rječnika hrvatskoga književnoga jezika od preporoda do Ivana Gorana Kovačića i Sabranih djela Marka Marulića.

## Odličja, nagrade i priznanja
- Nagrada Božidar Adžija za značajnu znanstvenu djelatnost (1990.)
- Počasni doktorat Sveučilišta u Rijeci (1995.)
- Odlikovan je za znanstveni rad Redom Danice hrvatske s likom Ruđera Boškovića (1996.)
- Počasni doktorat Sveučilišta Josip Juraj Strossmayer u Osijeku (1997.)
- Hrvatska državna nagrada za životno djelo (1998.)
- Odlikovala ga je Republika Poljska Časničkim križem za zasluge (Krzyž oficerski orderu zaslugi Rzeczypospolitej Polskiej) (1998.)
- Slovačka akademija znanosti Zlatnom medaljom Ljudovita Štura (1998.)
- Dodijeljen mu je Zlatni grb Grada Splita. (2001.)
- Nagrađen Zlatnim dukatom Vukovarsko-srijemske županije (2005.)
- Nagrada za životno djelo Čakavskoga sabora u Puli (2005.)
- Odlikovan Redom kneza Branimira s ogrlicom (2007.)

## Vanjske poveznice
Mrežna mjesta
- Moguš, Milan Hrvatska enciklopedija
- Milan Moguš, O pisanju imena ulica i trgova, Jezik 3/1955.
- Milan Moguš, Kako se čitaju datumi, Jezik 4/1977.